# Usina Hidrelétrica Jurupará
A Usina Hidrelétrica Jurupará está localizada no rio do Peixe, afluente do rio Juquiá, pertencente a bacia hidrográfica do rio Ribeira de Iguape, no estado de São Paulo. É um empreendimento privado, pertencente à Companhia Brasileira de Alumínio do grupo Votorantim, classificada pela agência energética como de Auto-produção.

## Características
A usina foi inaugurada em 1947, com capacidade instalada total de 7,2 MW. Seu reservatório possui uma área inundada de 249,45 hectares, com capacidade de 42,04 milhões de metros cúbicos de água. Faz parte do Complexo Sorocaba da Votorantim Energia, composto por 2 usinas hidrelétricas (Itupararanga e Jurupará) e 2 centrais geradoras hidrelétricas (Santa Helena e Votorantim).

## Indústria do alumínio
A geração da usina tem sua produção destinada à produção de alumínio, que em 2006 consumia sozinho 6% de toda a energia produzida no Brasil, sendo que 27% do total consumido em 2010 vinha de autogeração.